# Michele V di Alessandria
Papa Michele V o Chail V (in arabo egiziano ميخائيل الخامس; Daqadus, ... – Egitto, 29 marzo 1146), è stato il 71º papa della Chiesa ortodossa copta.
Prima dell'elezione al seggio patriarcale era un diacono e proveniva dal monastero di San Macario (Abu Maqar).
Durante il suo papato, traslò le reliquie di san Macario d'Egitto dal villaggio di Shabsheer al deserto di Nitria il 19 mesori.
Secondo una fonte del XVIII secolo, divenne patriarca il 29 luglio 1146 e morì nell'aprile 1147; fonti moderne riportano il 1145 e il 1146 come anni di inizio e di fine del suo papato, occorso sotto il governo di al-Hafiz.
È commemorato nel sinassario copto il 3 parmouti.